# 法政大学アリオンコール
法政大学アリオンコール（ほうせいだいがくアリオンコール）とは、法政大学で活動する合唱団である。80年以上の歴史と伝統を誇り、法政大学の現存音楽団体としては最古の歴史を持つ。通称は「アリオン」。顧問指揮者は田中信昭。東京六大学合唱連盟に加盟している。

## 概要
1928年に、当時存在した法政大学YMCAを母体として創立した男声合唱団で、1930年に初の演奏会を挙行して以来、戦中戦後の混乱期の中断を挟みながらこれまで活動を続けている。団名は、紀元前7世紀頃に実在したギリシアの詩人で音楽家の『アリオン』にちなんで名づけられている。
演奏の特色としては現代音楽を取り上げる事が多い点が挙げられ、これまで委嘱作品・初演作品を含め、定期演奏会ではほぼ毎年現代音楽を演奏している。
近年は最盛期よりも所属人数が減少しており、2014年には定期演奏会の中止、2015年には東京六大学合唱連盟定期演奏会での単独ステージを中止するまでに至った。これを受け、2016年からは女声団員の募集を開始。また、同年から常任指揮者に蓮沼喜文を迎えた。

## 沿革
- 1928年 - 法政大学YMCA（聖歌隊）が母体となり「アリオンコール」創立。創立者は木村繁。
- 1930年 - 第1回研究発表会開催。（以後1933年まで3回開催）
- 1931年 - 第5回合唱競演音楽祭出場。（以後1935年まで3回出場）
- 1940年 - ゲストに藤原義江等を迎え、紀元2600年記念「独唱と合唱の会」を日比谷公会堂にて開催（現在アリオンコールではこれを第1回定期演奏会としている）。
- 1942年  - この年の卒業生の卒団以降、第2次世界大戦の激化により一時活動が途絶える。
- 1946年 - 塚本吉成氏らが中心となり「コール・フロイデ」結成。
- 1949年 - 団名を「アリオン合唱団」に改称。
- 1955年 - 静岡にて初の地方演奏会を開催。
- 1957年 - 常任指揮者に田中信昭を迎える（後に顧問指揮者に変更）。団名を現名称の「アリオンコール」に改称。
- 1960年 - 第1回法関交歓演奏会を共立講堂大阪産経会館にて開催。
- 1998年 - 創立70周年記念式典を開催。「アリオンコール70年記念史」を出版。公式ホームページ開設。OB合唱団「オールアリオン」の第1回演奏会を開催。
- 2008年 - 創立80周年記念演奏会（第58回定期演奏会）を開催。
- 2014年 - 第64回定期演奏会を団員数減少に伴い中止。
- 2016年 - 女声団員の募集を開始。常任指揮者に蓮沼喜文を迎える。

## 演奏会
現在定期的に行われている演奏会は以下の通り。
- 東京六大学合唱連盟定期演奏会
- 定期演奏会
- 法関交歓演奏会
アリオンコールと関西大学グリークラブとの交歓演奏会。偶数年に東京と大阪で交互に開催され、2012年7月現在44回を数える。

その他法政大学校友会・同窓会での演奏、体育会試合での校歌斉唱など各方面で演奏を行っている。

## 委嘱活動と初演作品
法政大学アリオンコールの最大の特色として、邦人作曲家への活発な委嘱活動が挙げられる。これまでの委嘱作品数は30を超え、出版や録音、再演に恵まれている曲も少なくない。以下に委嘱曲の一覧を示す（括弧内は特に断わらない限り作詩者）。

### 委嘱作品
- 池辺晋一郎 - 男声合唱のためのエチュード
- 伊左治直 - fumeux fume（ソラージュ、ヨハネス・シモン・アスプロワ、マテウス・デ・ペルージオ）
- 一柳慧 - 鎮魂歌（木原孝一）／白い馬（辻井喬）
- 川野直史 - 美しく自分を染めあげて下さい（サトウハチロー）[1]
- 北爪道夫 - 槐多のガランス（村山槐多）
- 権代敦彦 - Hymmnn＆Lament -everlasting light-for Male Chorus,Speaker,and Piano（アレン・ギンスバーグ）
- 柴田南雄 - 萬歳流し／修二會讃(男声合唱版)[2]／男声合唱と小鼓のための「美女打ち見れば」(梁塵秘抄より)
- 杉山洋一 - 灰－24の男声のための－（ウンベルト・サバ）[3]
- 高嶋みどり - 時もなく（ポール・エリュアール詩、安東次男訳）[1]
- 高橋悠治 - 回風歌（木島始）／冬のスケッチ（宮澤賢治）／あなたへ　島（李静和）
- 中川俊郎 - 釋迢空の二編の詩 神 やぶれたまふ/乞丐相 による 「かが歌，I゜」(かがひ)／「世界のメロディー」（編曲集）
- 新垣隆 - 連辞－層次 II
- 西村朗 - 男声合唱と打楽器のための「かつて信仰は地上にあった」（萩原朔太郎）
- 林光 - Symposium II　諸家論叢第二（ブレヒト詩、長谷川四郎訳）／Symposium I　諸家論叢第一／「夢の分け前」～列子による～（林光）
- 原田敬子 - 「AR」for a male chorus（アルチュール・ランボー）
- 藤家渓子 - 男声合唱とギターのための「十牛図」（廓庵師遠禅師）
- 間宮芳生 - 合唱のためのコンポジション第6番
- 港大尋 - 金時鐘の詩による合唱二篇
- 南聡 - 浦島太郎と新妻博と駱駝による 男声セレナーデ（ロベール・デスノス〔堀口大学訳〕、新妻博、笠原十九司）
- 三善晃 - 男声合唱のための「王孫不帰」（三好達治）／男声合唱のための「五つのルフラン」（編曲集）／男声合唱とピアノのための「縄文土偶」（宗左近）
- 三輪眞弘 - 男声合唱のための「無限旋律生成術～ミカーシアの公案による～」[4]
- 湯浅譲二 - 男声合唱のための「九位によるコムポジション」

### 復刻版委嘱作品
- 三善晃 - 男声合唱とピアノのための「三つの時刻」（丸山薫） [5]

### 関西大学グリークラブとの合同委嘱作品
- 柴田南雄 - 二群の男声合唱のための「わが出雲・はかた」（入沢康夫、那珂太郎）
- 田中均 - 　2群の男声合唱とフルート、ピアノ、ティンパニによる「信連」
- 外山雄三 - 黒人霊歌集（編曲）
- 三善晃 - 二群の男声合唱とピアノのための「路標のうた」（木島始）

### 世界初演作品
- 武満徹 - 男声合唱のための「芝生」（谷川俊太郎詩　ウィリアム・マーヴィン訳）[6]
- 中村茂隆 - 男声合唱とピアノのための「貧窮問答歌」
- 中村節也 - 男声合唱と独奏尺八のための「行乞記」（種田山頭火）[7]

## 主要ディスコグラフィー
- 柴田南雄の音楽（Tower Records Victor Heritage Collection） - 「萬歳流し」を演奏
- 山本邦山作品集成 二（日本伝統文化振興財団） - 邦楽器と打楽器・声のための三章「釈迦」を演奏
- 柴田南雄 合唱のためのシアターピース（ビクターエンタテインメント） - 東京混声合唱団などとともに「念佛踊」を演奏
- 柴田南雄とその時代 第一期（フォンテック） - 「三つの男声合唱曲」「わが出雲・はかた」を演奏